# Didius Iulianus római császár
Marcus Didius Severus Iulianus Augustus, általánosan elterjedt néven Didius Iulianus császár, született Marcus Didius Severus Iulianus (Mediolanum, 133. január 30. – Róma, 193. június 1.) a Római Birodalom császára, a legrövidebb ideig uralkodó császárok közé tartozik a birodalom történetében, 66 napig volt a hatalom csúcsán.

## Származása és neveltetése.
Előkelő családból származott, bár apja kevéssé ismert személy volt. Anyja észak-afrikai származású, közeli rokonságban volt Hadrianus császár korának kiemelkedő tudású jogászával, Salvius Iulianussal. Az ifjú Didius Domitia Lucillának, Marcus Aurelius anyjának a házában nevelkedett, ami már eleve biztosította ígéretes pályafutását. Fiatalon már preator lett és 162-ben Moguntiacumban egy légió parancsnoka volt.

## Pályája
Gallica Belgica kormányozója volt 170 és 175 között. 175-ben konzul volt a későbbi császár Pertinax társaságában. 176-tól 177-ig Illyricum, majd 178-ban Felső-Germania helytartója volt. Ezután megbízták Itália gyermek szociális intézményeinek irányításával.
Ebben az időben megvádolták egy Commodus ellen irányuló összeesküvésben való részvétellel, ami alól tisztázni tudta magát. A vádak alól felmentették majd prokonzullá nevezték ki Bithüniába és Pontoszba, 189 és 190 között Africa prokonzulja volt, ahol elődjeként Pertinax tevékenykedett.

## Trónra lépése
Pertinaxot rövid uralkodás után a praetorianus gárda meggyilkolta. Róma városában az uralkodó halálhírére zavargás tört ki, amely néhány napon át tartott, s amely idő alatt a gyilkosságban vétkes katonák nem mozdultak ki a tábor falai mögül. Amikor kissé lecsillapodott a közhangulat, és már nem kellett attól tartaniuk, hogy a császárgyilkosság miatt megbüntetik őket, néhányan a leghangosabb katonák közül felhágtak a falakra, és kihirdették, hogy a birodalmat nyilvános árverésre bocsátják, s egyben megígérték, hogy annak, aki a legtöbb pénzt ígéri, biztosítják, hogy fegyveres kísérettel a császári palotába viszik. Amikor az ajánlatnak híre ment, a tekintélyes szenátorok és előkelők közül senki sem indult licitálni, annyira szégyenteljesnek érezték az árverést.
Didius Julianius épp egy lakomán vendégeskedett, amikor meghallotta a hírt, s felesége, leánya és a lakoma többi vendégének unszolására, valamint – ahogy Héródianosz írja – az elfogyasztott nem kevés bor hatására felugorva a falakhoz sietett. Útközben azzal biztatták, hogy ragadja magához bátran a hatalmat, hisz tekintélyes vagyona segítségével mindenkit bizonyosan maga mellé állít majd. A falnál nem várt vetélytársa akadt Titus Flavius Sulpicianus, a volt császár apósa személyében, akit azonban a katonák nem fogadtak el attól való félelmükben, hogy trónralépte után bosszút áll Pertinax haláláért. Iulianusnak létrát engedtek le, hogy felmászhasson, a kapukat ugyanis addig nem akarták kinyitni, ameddig a pontos vételárat meg nem tudják. Julianus ahogy felért, megígérte, hogy visszaállítja Commodus tiszteletét, címét és szobrait, amelyeket a senatus elvett tőle, valamint annyi pénzt ígért a katonáknak, amennyiről „nem is álmodtak”. Korabeli források szerint a vételár 40 millió sestertius volt. A katonák erre császárrá kiáltották ki Julianust, majd – miután Julianus ősi szokás szerint áldozatot mutatott be az isteneknek – elkísérték a palotába. Julianus, mivel a hatalmat pénzért vette meg, joggal tartott attól, hogy a nép fellázad ellene, ezért zárt alakzatban kísérték a katonák a palotába, feje fölé pajzsot tartva, hogy a köpésektől és a kövektől védelmezze. A tömeg az úton mindvégig szidalmazta Julianust, amiért a birodalmat pénzért vette meg.

## Uralkodása
Kinyilvánította, hogy tisztelni akarja Commodus emlékét és megölette Leutust, aki praefectus praetorioként belekeveredett a volt császár meggyilkolásába. Császárrá való kikiáltása a főváros lakosai hevesen támadták, annak ellenére, hogy jelentős pénzösszeget ígért nekik. A haza atyjává választották, feleségét Manlia Scantillát és annak lányát, Didia Clarát pedig Augustának nyilvánították és nevükben pénzt bocsátottak ki. Önmagát a földkerekség ura és a katonák egyetértése címmel ünnepeltette. Rövid időn belül Pescennius Niger Syria, majd Septimius Severus Felső-Pannonia helytartója is külön-külön császárrá nyilvánította magát. Clodius Albinus is vetélytársként lépett fel, aki Britannia helytartója volt. A helytartók egyezkedése után Clodius Albinus seregeivel április végén megindult Carnuntumból, behatolt Ravennába ahol a flotta is mellé állt.
A császár erődítéssé akarta változtatni Rómát, falakat, sáncokat építettek, de képtelen volt hatékony ellenállást kialakítani. A katonák elégedetlenek voltak vele, mert nem fizette ki a beígért jutalmakat, a későbbi kifizetéssel sem tudta az elégedetlenséget megszüntetni. A császár közellenségnek nyilváníttatta Severust, de a hozzá figyelmeztetéssel küldöttek megszöktek. A szenátusnak Vesta-szüzekből álló küldöttség menesztését javasolta kegyelemért könyörögni Severushoz, de a tiltakozások miatt indítványát visszavonta. Követelte a szenátustól, hogy társcsászárrá nevezzék ki Serverust, amit az visszautasított, a közvetítőt meggyilkoltatta. Kísérletet tett más társcsászár kinevezésére Tiberius Claudius Pompeianus személyében és a testőrséget is maga mellé akarta állítani. Az egyik hivatalban lévő konzul, Silius Messala összehívta a szenátust, amely leváltotta Didius Julianust és Severust császárnak nyilvánította. Maradék híveivel a császári palotába zárkózott, de az ellenséges szenátorok egy katonát vezettek a palotába, aki a császárt június elsején megölte. Testét kiszolgáltatták feleségének és lányának, akiket megfosztottak címeiktől és vagyonuktól.

## A kortársak értékelése
Alkudozását a császárságért a birodalomra nézve megalázónak tartották. A szégyentelen árverés korrumpálta, szégyentelen pénzvágyra és a császár sérthetetlenségének semmibevételére ösztönözte a testőrséget, a katonaságot.
Rövid uralkodását a szenátusnak és egyéb befolyásos személyeknek való udvarlás és hízelgés jellemezte. Nevetve viccelődött velük és fényűző lakomákat rendezett nekik.
Hibáztatták Didius Julianust azért is, mert túl nagy hatalmat adott a hivatalnokoknak.